# Elizabeth Stephansen

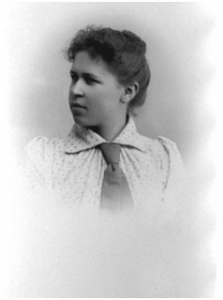
Elizabeth Stephansen

Mary Ann Elisabeth Stephensen (* 10. März 1872 in Bergen, Norwegen; † 23. Februar 1961 in Espeland, Norwegen) war eine norwegische Mathematikerin. Sie war die erste promovierte Norwegerin und unterrichtete 25 Jahren in Oslo.

## Leben und Werk
Stephansen war das erste von sieben Kindern von Gerche Jahn und dem Textilfabrikanten Anton Stephansen. 1887 begann sie mit zwei anderen Mädchen ihre Schulausbildung in der Jungenschule Bergen Katedralskole. Sie studierte Naturwissenschaften und erhielt 1891 ihren Abschluss. Seit 1887 konnten Frauen bereits an norwegischen Universitäten studieren, boten jedoch nicht die Ausbildung an, die Stephansen suchte. Sie beschloss, die Aufnahmeprüfung für das Eidgenössische Polytechnikum in Zürich (später Eidgenössische Technische Hochschule) abzulegen. Sie erhielt ein Stipendium der norwegischen Königin Josefine und besuchte in Zürich unter anderem die Vorlesungen von Adolf Hurwitz und Ferdinand Georg Frobenius. Von 1894 bis 1895 half sie ihrer Familie bei dem Aufbau einer Textilfabrik in Espeland bei Bergen.
Nach ihrer Rückkehr nach Zürich absolvierte sie 1896 das Polytechnikum. Sie wollte Mathematiklehrerin werden, da Frauen in genau dem Jahr, in dem sie ihren Abschluss erhielt, das Recht erworben hatten, Sekundarschullehrerinnen in Norwegen zu werden. Stephansen war ab 1896 zwei Jahre lang als Teilzeitlehrerin an ihrer ehemaligen Schule Katedralskole beschäftigt. Anschließend unterrichtete sie ein Jahr lang vier Stunden pro Woche an der Bergen Tekniske Skole, wobei die Schüler erstaunt waren, von einer Lehrerin unterrichtet zu werden. Sie arbeitete während dieser Zeit an ihrer Dissertation über partielle Differentialgleichungen, die auf die Werke von Leonhard Euler, Jean-Baptiste le Rond d’Alembert und Joseph-Louis Lagrange sowie Alf Victor Guldberg aufbaute: Euler, D’Alembert und Lagrange hatten untersucht, welche partiellen Differentialgleichungen zweiter Ordnung auf die erste Ordnung reduziert werden konnten. Der norwegischen Mathematiker Guldberg verallgemeinert dies und beschrieb 1900 alle partiellen Differentialgleichungen dritter Ordnung und reduzierte diese auf Gleichungen zweiter Ordnung. In ihrer Dissertation verallgemeinerte Stephansen Guldbergs Arbeit und es gelang ihr, alle partiellen Differentialgleichungen vierter Ordnung zu beschreiben, die auf Gleichungen dritter Ordnung reduziert werden konnten. Das Problem löste sich in einer großen Anzahl von Fällen auf, die alle separat analysiert werden mussten. Stephansens Dissertation Über partielle Differentialgleichungen vierter Ordnung, die ein intermediäres Integral besitzen wurde 1902 veröffentlicht. Sie wurde in diesem Jahr von der Universität Zürich promoviert, da sie am Polytechnikum nicht promovieren konnte. Der Ordinarius Burkhardt bezeichnete ihre Dissertation als so hochwertig, dass sie in Abwesenheit und ohne mündliche Prüfung promoviert wurde. Mit der Verleihung der Promotion in Mathematik wurde Stephansen als erste Norwegerin promoviert.
Nachdem sie sich erfolgreich bei dem Exekutivkomitee der Kongelige Frederiks Universitet um ein Reisestipendium beworben hatte, verbrachte sie das Wintersemester 1902/1903 an der Georg-August-Universität Göttingen, wo sie Kurse von David Hilbert, Felix Klein und Ernst Zermelo besuchte. Sie freundete sich mit Hilbert an und besuchte sein Haus bei zahlreichen Gelegenheiten. 1903 veröffentlichte sie eine weitere Arbeit über Differentialgleichungen, deren Idee aus ihrer Teilnahme an Hilberts Vorlesungskurs hervorging.
Sie kehrte nach Norwegen zurück und arbeitete als Lehrerin an der Mädchenschule von Olaf Berg in Oslo. Sie beschäftigte sich weiterhin mit mathematischen Forschungen und verfasste zwei weitere Arbeiten, diesmal über Differenzgleichungen, die 1905 und 1906 veröffentlicht wurden. 1906 wurde sie an die Norges Landbrukshoiskole (Norwegische Landwirtschaftsschule) berufen und arbeitete dort bis zu ihrer Pensionierung 1931. Sie unterrichtete Mathematik und Physik und wurde 1921 zur Dozentin für Mathematik ernannt. Nachdem sie 1931 in den Ruhestand getreten war, lebte sie in Espeland bei ihrer Schwester Gerda.
Am 9. April 1940 überfiel die deutsche Wehrmacht das eigentlich neutrale Norwegen im sogenannten Unternehmen Weserübung. Bereits am nächsten Tag befanden sich deutsche Truppen in Bergen, viele Norweger wurden gefangen genommen und in einem Gefangenenlager in Espeland festgehalten. Stephansen nutzte ihre Deutschkenntnisse, um den Gefangenen im Lager während der Besatzung zu Hilfe zu kommen. Nach Kriegsende wurde sie dafür mit der Königsmedaille ausgezeichnet.